# Utetheisa idea
Utetheisa idea är en fjärilsart som beskrevs av Clarke 1940. Utetheisa idea ingår i släktet Utetheisa och familjen björnspinnare. Inga underarter finns listade i Catalogue of Life.